# 搶來的人生
《搶來的人生》是一部2006年由臺灣獨立製片導演文琡惠拍攝製作的臺灣電影，為2006年臺灣藝術大學電影系畢業展短片電影作品。由周詠軒、李康宜主演。

## 劇情提要
阿池與沛沛原為完全無交集的平行線，直到高中開學那天，阿池與沛沛碰面了，對於總是一概無所謂的沛沛，阿池展開了一連串的「偷竊」行動，誓偷走能讓沛沛有一絲鬆動的「東西」...

## 演員

### 主要演員
- 阿池：周詠軒
- 沛沛(沛雯)：李康宜

### 其他演員
- 楊子儀
- 巴萬伊丸
- 陳文琇
- 段宗媛
- 楊薇蓉
- 許櫻馨
- 陳怡安
- 陳昱良
- 敖媺君
- 林君倪
- 葉姵君
- 簡靖宗
- 鄧翰楊
- 周維剛
- 蔡宇軒
- 徐昆禎
- 康盛理
- 韋會妤
- 陳怡安
- 段彥廷
- 楊芷瑀
- 古家寧
- 吳傳翔
- 黃靖潔
- 蔡叡玫
- 黃宣甯
- 段彥廷
- 陳昱良
- 黃靖傑
- 劉豪依
- 林采萱
- 黃建銘
- 楊筱薇
- 謝雅惠

## 得獎&參展經歷
- 2006年 【柯達學生影展】最佳商業影片、柯達攝影技術獎
- 2007年 【第14屆台灣國際女性影展】優選影片
- 2008年 【東海大學】學生諮商中心教材影片
- 2010年 【青春崇拜影展】

## 相關
導演文琡惠亦為MV導演，同年（2006年）拍攝臺灣女歌手蔡依林的歌曲〈離人節〉與〈開場白〉MV，前者剪輯本電影的片段並搭配歌手的對嘴畫面，後者則啟用周詠軒擔任MV男主角。

## 製作團隊
- 出品人：曾壯祥
- 監製：曾壯祥
- 編劇：文琡惠
- 導演：文琡惠
- 製片：蔡孟純
- 製片助理：翁詩晴、林琬婷
- 副導演：古達圓、楊雅雯
- 攝影：黃煒程
- 攝影助理 ：康盛理、蔡耀慶、蘇話雅
- 燈光：蔡宇軒
- 燈光助理：簡靖宗、李宗勳
- 錄音：陳亦偉、蔡勝哲
- 錄音助理：徐崑禎、王基豪
- 美術：許佑嘉、吳芷瑩、翁采群
- 化妝：張維釗
- 服裝：邱曉瑩
- 場記：周維剛
- 剪接：文琡惠、周維剛
- 劇照：鄧翰楊
- 音效設計：黃僩哲
- 混音：黃僩哲
- 音效編輯：張廷宇
- 錄音室：索艾影音製作有限公司
- 視覺設計：李威霆
- 配樂：楊聲錚、周志豪
- 翻譯：古達圓

## 外部連結
- 《搶來的人生》電影短片Blog[永久]
- 《搶來的人生》電影介紹－KingNet 影音台